# Mutsaerts
Mutsaerts is de naam van een patriciërsgeslacht uit Tilburg en omgeving. Naast tal van bestuurders heeft deze familie vele hoge rooms-katholieke geestelijken voortgebracht.
Stamvader is Meeus Mutsaerts, die geboren werd rond 1271, aan het 'Craeyven', in Noordwest-Tilburg.
Belangrijke telgen uit dit geslacht zijn:
- Claes Denijs Adriaan Mutsaerts (1530-1608), pastoor te Tilburg;  als Nicolaas Mutsaerts de 40e abt van de Abdij van Tongerlo (1592-1608)
- Gijsbert Goijaert Jan Mutsaerts (1589 - 1668), monnik van de Abdij van Tongerlo, proost van het kanunnikessenklooster Leliëndaal te Mechelen
- Dionysius Mutsaerts (1578-1635), priester en geschiedschrijver
- Hendrik Goijaert Jan Mutsaerts (1605-1647), monnik van de Abdij van Tongerlo, pastoor te Tongerlo en Oelegem
- Cornelis Daniel Mutsaerts (omstreeks 1650), molenaar op de molen te Moergestel. Van hem zijn de woorden: ick veghe mijn gat aan de brieven van de heer van Moergestel, naar aanleiding van een belastingconflict met de schout, hetgeen hem op een proces kwam te staan
- Jan Baptist Bernard Mutsaerts (1739-1814), pastoor te Alphen
- Bernard Jacob Arnold Mutsaerts (1795-1872), fabrikant te Tilburg, lid Provinciale en Gedeputeerde Staten van Noord-Brabant.
- Jacob Arnoldus Arnold Mutsaerts (Tilburg, 1805 - Den Haag, 1880), advocaat en lid van de Gemeenteraad te Tilburg; Lid Provinciale Staten en Gedeputeerde Staten van Noord-Brabant; Lid Tweede Kamer der Staten-Generaal; kantonrechter te Tilburg; raadsheer Hooge Raad der Nederlanden; Minister voor de Zaken der Rooms-Katholieke Eredienst; Lid van de Raad van State; Minister van Justitie ad interim; Minister van Staat
- Willem Petrus Adrianus Mutsaers (1833-1907), directeur wijnhandel Mutsaers, Bogaers & Co te Tilburg; lid Provinciale Staten en Gedeputeerde Staten van Noord-Brabant; lid Tweede Kamer der Staten-Generaal; burgemeester van Tilburg. Ere-Kamerheer met Kap en Degen.
- Wilhelmus Mutsaerts (1889-1964), bisschop van 's-Hertogenbosch
- Robertus Mutsaerts (1958-heden), hulpbisschop van 's-Hertogenbosch vanaf 2010

- Ed Mutsaerts 1957-2020 Priester van het bisdom Roermond, is 13 maart in Stramproy overleden op 63-jarige leeftijd. Hij was de broer van Robertus Mutsaerts, hulpbisschop van het bisdom Den Bosch.

Ed Mutsaerts, geboren in Tilburg, deed zijn opleiding op Grootseminarie Rolduc in Kerkrade. In 1981 werd hij tot priester gewijd. Zijn pastorale loopbaan begon hij als kapelaan in Echt en later in Weert. In 1987 werd hij pastoor in Stramproy en midden jaren negentig pastoor in Nederweert. In 2008 moest hij Nederweert verlaten wegens ziekte. Hij ging toen tijdelijk inwonen bij zijn priesterbroer Robertus in de pastorie van Heeze. Vanaf het midden van dat jaar assisteerde hij in de parochie in Geldrop. Vanaf september 2010 was hij pastoraal werkzaam in achtereenvolgens Heeze, Budel en Valkenswaard. 
Naast deze functies kende het geslacht ook diverse schoenmakers, smeden en molenaars.

## Externe bron
- Stamboom Mutsaerts